# David Ball (calciatore)
David Michael Ball (Manchester, 14 dicembre 1989) è un calciatore inglese, attaccante del Radcliffe FC.

## Carriera
Entra nel settore giovanile del Manchester City nel 1997, all'età di 7 anni. Il 13 luglio 2010 passa in prestito allo Swindon Town, in League One. Esordisce tra i professionisti il 7 agosto in Swindon Town-Brighton (1-2). Il 31 gennaio 2011 firma un accordo valido per due anni e mezzo con il Peterborough Utd.
Il 23 luglio 2012 firma un triennale con il Fleetwood Town, in League Two. Il 29 marzo 2015 segna – con un pallonetto che si insacca all'incrocio dei pali – la rete che consente alla sua squadra di pareggiare contro il Preston N.E. (1-1), che lo ha visto candidarsi per il FIFA Puskás Award 2015 come goal più bello dell'anno. È il secondo inglese – dopo Wayne Rooney nel 2011 – ad essere nominato per il premio.
Il 22 luglio 2017 passa a parametro zero al Rotherham Utd, firmando un biennale. Il 31 agosto 2018 passa in prestito al Bradford City, in League One. Il 12 luglio 2019 si accorda per due stagioni con il Wellington Phoenix, società neozelandese impegnata nel campionato australiano.

## Statistiche

### Presenze e reti nei club
Statistiche aggiornate al 28 dicembre 2024.
| Stagione                  | Squadra                   | Campionato                | Campionato | Campionato | Coppe nazionali | Coppe nazionali | Coppe nazionali | Coppe continentali | Coppe continentali | Coppe continentali | Altre coppe | Altre coppe | Altre coppe | Totale | Totale |
| Stagione                  | Squadra                   | Comp                      | Pres       | Reti       | Comp            | Pres            | Reti            | Comp               | Pres               | Reti               | Comp        | Pres        | Reti        | Pres   | Reti   |
| ------------------------- | ------------------------- | ------------------------- | ---------- | ---------- | --------------- | --------------- | --------------- | ------------------ | ------------------ | ------------------ | ----------- | ----------- | ----------- | ------ | ------ |
| 2010-gen. 2011            | Swindon Town              | FL1                       | 18         | 2          | FACup+CdL       | 0+1             | 0               |                    | -                  | -                  | FLT         | 2           | 1           | 21     | 3      |
| gen.-giu. 2011            | Peterborough Utd          | FL1                       | 19+2       | 5          | FACup+CdL       | -               | -               |                    | -                  | -                  | FLT         | -           | -           | 21     | 5      |
| ago. 2011                 | Peterborough Utd          | FLC                       | 4          | 1          | FACup+CdL       | 0+2             | 2               |                    | -                  | -                  |             | -           | -           | 6      | 3      |
| 2011-gen. 2012            | Rochdale                  | FL1                       | 14         | 3          | FACup+CdL       | 0               | 0               |                    | -                  | -                  | FLT         | 1           | 1           | 15     | 4      |
| gen.-giu. 2012            | Peterborough Utd          | FLC                       | 18         | 3          | FACup+CdL       | -               | -               |                    | -                  | -                  |             | -           | -           | 18     | 3      |
| Totale Peterborough Utd   | Totale Peterborough Utd   | Totale Peterborough Utd   | 41+2       | 9          |                 | 2               | 2               |                    | -                  | -                  |             | -           | -           | 45     | 11     |
| 2012-2013                 | Fleetwood Town            | FL2                       | 34         | 7          | FACup+CdL       | 2+1             | 2+0             |                    | -                  | -                  | FLT         | 1           | 0           | 38     | 9      |
| 2013-2014                 | Fleetwood Town            | FL2                       | 30+3       | 8          | FACup+CdL       | 2+1             | 1+1             |                    | -                  | -                  | FLT         | 4           | 3           | 40     | 13     |
| 2014-2015                 | Fleetwood Town            | FL1                       | 32         | 8          | FACup+CdL       | 1+1             | 0               |                    | -                  | -                  | FLT         | 1           | 0           | 35     | 8      |
| 2015-2016                 | Fleetwood Town            | FL1                       | 37         | 4          | FACup+CdL       | 1+1             | 0               |                    | -                  | -                  | FLT         | 3           | 1           | 42     | 5      |
| 2016-2017                 | Fleetwood Town            | FL1                       | 46+2       | 14         | FACup+CdL       | 5+1             | 0               |                    | -                  | -                  | FLT         | 1           | 0           | 55     | 14     |
| Totale Fleetwood Town     | Totale Fleetwood Town     | Totale Fleetwood Town     | 179+5      | 41         |                 | 16              | 4               |                    | -                  | -                  |             | 10          | 4           | 210    | 49     |
| 2017-2018                 | Rotherham Utd             | FL1                       | 32+1       | 8          | FACup+CdL       | 1+1             | 0               |                    | -                  | -                  | FLT         | 2           | 1           | 37     | 9      |
| ago. 2018                 | Rotherham Utd             | FLC                       | 1          | 0          | FACup+CdL       | 0+2             | 0               |                    | -                  | -                  |             | -           | -           | 3      | 0      |
| Totale Rotherham Utd      | Totale Rotherham Utd      | Totale Rotherham Utd      | 33+1       | 8          |                 | 4               | 0               |                    | -                  | -                  |             | 2           | 1           | 40     | 9      |
| ago. 2018-2019            | Bradford City             | FL1                       | 35         | 5          | FACup+CdL       | 4+0             | 1               |                    | -                  | -                  | FLT         | 3           | 1           | 42     | 7      |
| 2019-2020                 | Wellington Phoenix        | AL                        | 24+1       | 7          | CA              | 1               | 0               |                    | -                  | -                  |             | -           | -           | 26     | 7      |
| 2020-2021                 | Wellington Phoenix        | AL                        | 24         | 6          |                 | -               | -               |                    | -                  | -                  |             | -           | -           | 24     | 6      |
| 2021-2022                 | Wellington Phoenix        | AL                        | 23+1       | 2          | CA              | 4               | 0               |                    | -                  | -                  |             | -           | -           | 28     | 2      |
| 2022-2023                 | Wellington Phoenix        | AL                        | 23+1       | 1          | CA              | 0               | 0               |                    | -                  | -                  |             | -           | -           | 24     | 1      |
| 2023-2024                 | Wellington Phoenix        | AL                        | 24+2       | 0          | CA              | 1               | 0               |                    | -                  | -                  |             | -           | -           | 27     | 0      |
| 2024-2025                 | Wellington Phoenix        | AL                        | 1          | 0          | CA              | 0               | 0               |                    | -                  | -                  |             | -           | -           | 1      | 0      |
| Totale Wellington Phoenix | Totale Wellington Phoenix | Totale Wellington Phoenix | 124        | 16         |                 | 6               | 0               |                    | -                  | -                  |             | -           | -           | 130    | 16     |
| Totale carriera           | Totale carriera           | Totale carriera           | 452        | 84         |                 | 33              | 7               |                    | -                  | -                  |             | 18          | 8           | 503    | 99     |

## Palmarès

### Club

#### Competizioni giovanili
- FA Youth Cup: 1

Manchester City: 2007-2008